# Херсонська багатопрофільна гімназія № 20

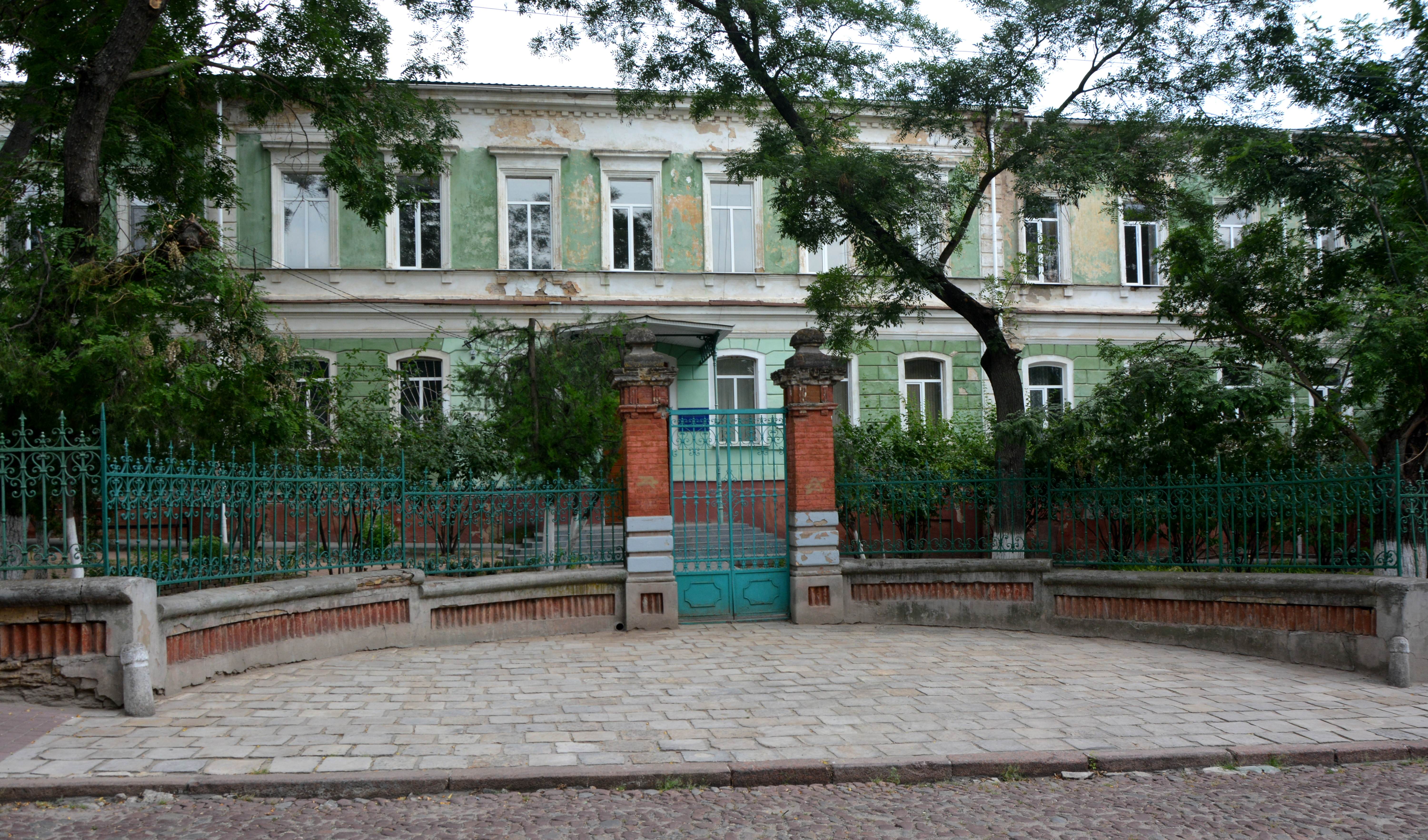
Гімназія 2016 року

Херсонський багатопрофільний ліцей  № 20 — перший середній навчальний заклад міста Херсона. Носить ім'я уродженця міста та вихованця гімназії, радянського письменника Бориса Лавреньова.

## Історія
Навчальний заклад було відкрито у березні 1815 року як чоловічу гімназію. У перший рік в ній налічувалось 16 учнів. Через 10 років їхня кількість подвоїлася. Вихованці представляли майже усі верстви населення: дітей оберофіцерів, купців, міщан, дворян та іноземців. Навчання коштувало від 3 до 6 рублів. Діти вчителів земських шкіл, фельдшерів та інших осіб, що знаходилися на земській службі, навчалися безкоштовно.
Спочатку гімназія була з 4-річним курсом навчання, потім стала семирічною.
У 1833 році при гімназії організовано благородний пансіон на 30 осіб. З 1861 року відкрито землемірно-таксоторні класи для підготовки приватних землемірів.
1861 року почалося будівництво нової будівлі гімназії, 1863 року вона була освячена і 1864 в ній почалися заняття.
У 1864 році одною з перших у Російській імперії Педагогічна Рада Херсонської чоловічої гімназії ухвалила рішення «… про доцільність введення посади класного наставника». У Петербурзі та Москві посади наставників у гімназіях запровадили лише з 1871 року. З 1865 року Херсонська гімназія ввела в навчальний план латинську мову, що дало підстави віднести її до розряду класичних.
З 1920 року в будинку гімназії почала діяти середньо-освітня школа.

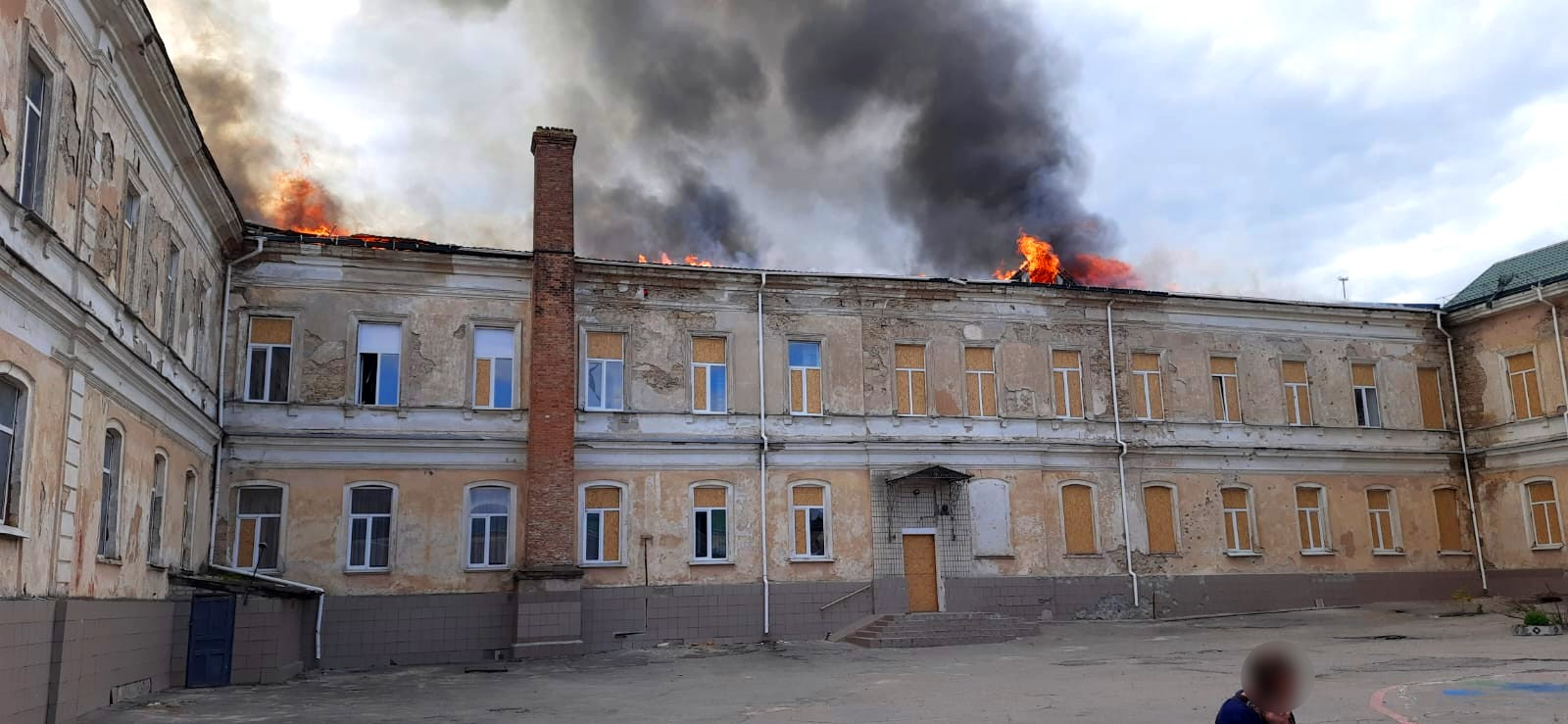
Корпус гімназії після обстрілу 11 травня 2023 року

Під час російського вторгнення в Україну кілька разів була обстріляна російськими військами. Від обстрілу 11 травня 2023 року згорів корпус старшої школи.

## Гімназія в роки Незалежності
Сьогодні гімназія — багатопрофільний навчальний заклад, який співробітничає з кафедрами Херсонського та Дніпропетровського державних університетів.
До складу гімназії входить чотирирічна початкова  школа, яка готує учнів до вступу в гімназію (на пільгових умовах).
У гімназії функціонує бібліотека, читальний зал, 3 комп'ютерні класи, 2 спортивні зали, їдальня, буфет.
Особливу увагу педагоги школи-гімназії приділяють проблемам гуманізації освіти.
У гімназії традиційно підтримуються творчий пошук, демократичність управління і взаємовідносини «учитель — учень».
Позакласна робота є головним напрямом правовиховного процесу.
При гімназії діють факультет світського виховання «Азбука культури», наукове товариство «Пошук», музей історії гімназії, що з 6 лютого 1978 року, носить почесне звання народного.
Гімназисти самовдосконалюються у творчих студіях, гуртках естетичного, туристсько-краєзнавчого, військово-прикладного напрямків, спортивних секціях.
Гімназія має свій учнівський парламент, свого президента — учня 9-11 класу, якого обирають раз на рік.
Особливе значення приділяється правопросвітницькій роботі з батьками.
Усе це дає змогу одержати підвищену підготовку учнів з профільних дисциплін.

### Профілі
- математичний — поглиблене вивчення математики; уведення спецкурсу з розвитку творчого мислення учнів;
- хіміко-біологічний — поглиблене вивчення хімії та біології; уведення курсів «Цікава хімія» та «Біолатина»;
- філологічний — поглиблене вивчення української та англійської мов, вивчення другої іноземної мови (німецької); уведення спецкурсів «Культура мови та стилістика», «Практикум з правопису української мови», «Ділова англійська мова», «Країнознавство».

## Відомі випускники
- Тарле Євген Вікторович (1874—1955) — український історик, педагог. Академік АН СРСР.
- Андрієнко-Нечитайло Михайло Федорович (1894—1982) — український живописець і театральний художник, який працював у Франції.
- Картава Іван Єлизарович (1893—1962) — видатний український медик, лікар-хірург, який рятував людей під час Голодомору в Україні 1932—1933 років.
- Лавреньов Борис Андрійович (1891—1959) — радянський письменник, двічі лауреат Державної премії СРСР.
- Сільванський Сергій Олександрович (1893—1937) — український історик-краєзнавець, бібліофіл.
- Атьков Олег Юрійович (1949) — льотчик-космонавт СРСР. Герой Радянського Союзу.